# NGC 7343
NGC 7343 је спирална галаксија у сазвежђу Пегаз која се налази на NGC листи објеката дубоког неба.
Деклинација објекта је + 34° 4' 18" а ректасцензија 22h 38m 37,8s. Привидна величина (магнитуда) објекта NGC 7343 износи 13,5 а фотографска магнитуда 14,3. Налази се на удаљености од 19,1000 милиона парсека од Сунца. NGC 7343 је још познат и под ознакама UGC 12129, MCG 6-49-59, CGCG 514-82, IRAS 22363+3348, PGC 69391.